# Медицинская карта

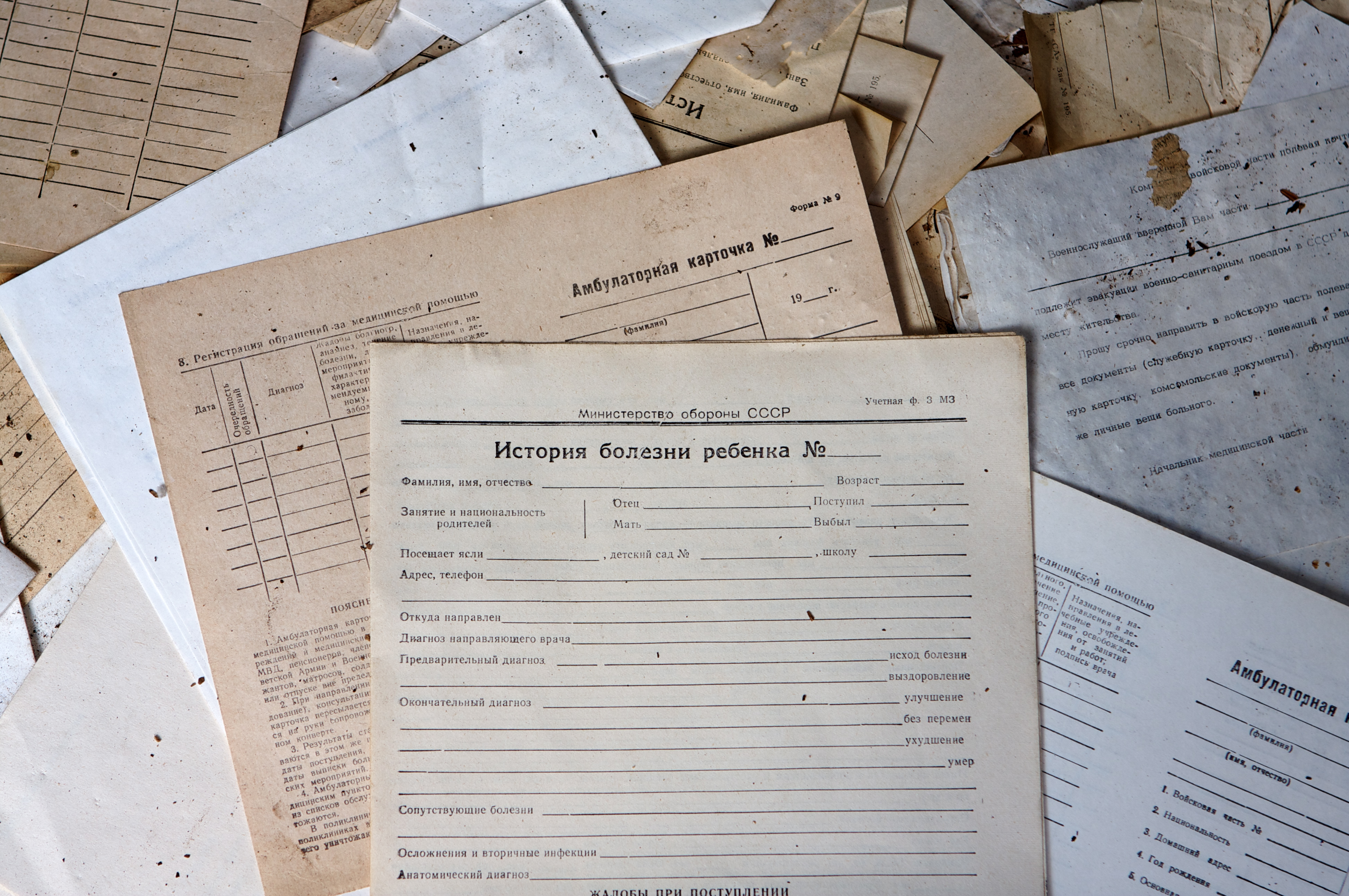
Бланки медицинских документов в советской поликлинике на территории города Белиц (Германия)

Медицинская карта — медицинский документ, в котором лечащими врачами ведётся запись истории болезни пациента и назначаемого ему лечения. Медицинская карта амбулаторного больного является основным медицинским документом пациента, проходящего обследование и лечение в амбулаторно-поликлинических условиях. Она заполняется на каждого больного при первом обращении за медицинской помощью в ЛПУ. Медицинская карта амбулаторного больного на граждан, имеющих право на получение набора социальных услуг, маркируется литерой «Л».
Медицинская документация — это документы установленной формы, предназначенные для регистрации результатов лечебных, диагностических, профилактических, реабилитационных, санитарно-гигиенических и других мероприятий. Она позволяет обобщать и анализировать данную информацию. Медицинская документация является учетной и отчетной, её держателем выступают медицинские учреждения, следовательно, врачи медицинских учреждений несут ответственность за неправильное оформление соответствующих документов.

## В России

### Роль медицинской карты
Правильное ведение истории болезни имеет для врача большое воспитательное значение, укрепляя в нём чувство ответственности.
Кроме того, медицинская карта служит основанием для ряда юридических действий. В частности, при страховании в случае временной потери здоровья застрахованного требуется выписка из карты развития ребёнка, медицинской карты или истории болезни, выданных медицинским учреждением.
Неточное заполнение или потеря медицинских карт могут привести к обоснованным претензиям пациентов. При недобросовестном отношении к должностным обязанностям в некоторых лечебных учреждениях встречается практика «потери медицинских карт» (при плохих клинических исходах — для сокрытия врачебных ошибок, ошибки в назначении (лекарств, процедур), назначений препаратов, несовместимых с уже назначенными и пр.).
Одно из средств улучшения сохранности медицинских карт — введение электронных медицинских карт. С одной стороны, в электронном документе можно отследить хронологию его изменений. С другой стороны, медицинская документация, оформленная в электронном виде, не имеет юридической силы. Тем не менее, дублирование содержимого амбулаторной карты на бумагу вручную, как это происходит сейчас, должно уйти в прошлое.
При проведении судебно-медицинской экспертизы по медицинским документам эксперт из медицинской карты может получить необходимые данные о характере травмы (отравления), давности и механизме её причинения, степени тяжести вреда здоровью, ею причинённого, а также о локализации повреждений на теле потерпевшего.

### Медицинская карта амбулаторного больного
Заводится на каждого состоящего на учете в амбулаторно-поликлиническом учреждении. В поликлинике (амбулатории, консультации) в карту больного заносятся краткие сведения о каждом посещении (с целью лечения, профилактического осмотра и др.). Медицинская карта амбулаторного больного заполняется во всех городских и сельских учреждениях, ведущих амбулаторный прием, и имеет единую установленную Минздравсоцразвития форму (учётная форма № 025/у-04). Аналогичные формы утверждены для специализированных учреждений.
Форма N 025/у утратила силу в связи с изданием Приказа Минздрава СССР от 31.12.1987 N 1338, которым утверждена форма N 025/у-87. Срок хранения — 5 лет. Приказ Минздрава СССР от 31.12.1987 № 1334 фактически утратил силу в связи с изданием Приказа Минздравсоцразвития РФ от 22.11.2004 N 255, утвердившего форму N 025/у-04 «Медицинская карта амбулаторного больного» и Инструкцию по её заполнению. Приказ Минздравсоцразвития РФ от 22.11.2004 N 255 утратил силу в связи с приказом Минздрава России от 15.12.2014 N 834н, которым утверждена форма N 025/у "Медицинская карта пациента, получающего медицинскую помощь в амбулаторных условиях" и порядок ее заполнения.
Медицинская карта амбулаторного больного состоит из бланков для долговременной информации и бланков для оперативной информации.
- Бланки долговременной информации включают сигнальные отметки, лист записи уточненных диагнозов, данные профилактических осмотров и лист назначения наркотических лекарственных средств. Эти бланки прикреплены к обложке карты.
- Бланки оперативной информации содержат формализованные вкладыши для записи первого обращения пациента к специалистам, а также вкладыши для больного гриппом, острым респираторным заболеванием, ангиной, для записи консультации заведующего отделением, этапного эпикриза для врачебно-консультационной комиссии, вкладыш повторного посещения. Бланки оперативной информации, заполняемые по мере обращения пациента к специалистам на амбулаторном приеме и на дому, подклеивают к корешку медицинской карты амбулаторного больного.

### Медицинская карта стационарного больного
Составляется в стационаре на каждого поступающего независимо от цели поступления и срока нахождения в стационаре. Медицинская карта стационарного больного, называвшаяся ранее историей болезни, и её важнейшие модификации — группа первичной медицинской документации, предназначенная для записи наблюдений за состоянием больного в течение всего периода пребывания в лечебно-профилактическом учреждении, проводимых лечебно-диагностических мероприятиях, данных объективных исследований, назначений и результатов лечения.
Оформление карты осуществляется в определенной последовательности на специальном унифицированном бланке (форма № 003/у), состоящем из титульного листа (обложки) и вкладных листов.
- Первый раздел карты содержит паспортно-статистические данные;
- Второй — жалобы больного, анамнез болезни и анамнез жизни, данные обследования при поступлении;
- В третьем разделе (так называемый дневник) лечащий врач описывает (на вкладных листах) развитие болезни, план и результаты дальнейшего обследования, ежедневные наблюдения за больным, лечебные назначения, заключения консультантов.

Данные карты позволяют контролировать правильность организации лечебно-диагностического процесса, составлять рекомендации по дальнейшему обследованию и лечению больного и диспансерному наблюдению за ним, получать информацию, необходимую для установления инвалидности, а также выдачи справочного материала по запросам ведомственных учреждений (суда, прокуратуры, медико-социальной экспертизы и др.).
Медицинская карта стационарного больного подлежит хранению в медицинском архиве в течение 50 лет.
При выписке из стационара каждый больной получает на руки выписной эпикриз или переводной эпикриз в случае перевода больного в другое отделение или лечебное учреждение.

### Основные принципы ведения медицинской карты амбулаторного больного
- описание состояния пациента, лечебно-диагностических мероприятий, исходов лечения и другой необходимой информации;
- соблюдение хронологии событий, влияющих на принятие клинических и организационных решений;
- отражение в медицинской документации социальных, физических, физиологических и других факторов, которые могут оказать влияние на пациента и течение патологического процесса;
- понимание и соблюдение лечащим врачом юридических аспектов своей деятельности, обязанностей и значимости медицинской документации;
- рекомендации пациенту при завершении обследования и окончании лечения.

### Требования оформления медицинской карты амбулаторного больного
- заполнять титульный лист медицинской карты в соответствии с приказом Минздравсоцразвития России от 22.11.2004 № 255;
- отражать жалобы больного, анамнез заболевания, результаты объективного обследования, клинический (верифицированный) диагноз, назначенные диагностические и лечебные мероприятия, необходимые консультации, а также всю информацию по наблюдению больного на догоспитальном этапе (профилактические медицинские осмотры, результаты диспансерного наблюдения, обращения на станцию скорой медицинской помощи и др.);
- выявлять и фиксировать факторы риска, которые могут усугублять тяжесть течения заболевания и повлиять на его исход;
- излагать объективную обоснованную информацию для обеспечения «защиты» медицинского персонала от возможности жалобы или судебного иска;
- фиксировать дату каждой записи;
- каждая запись должна быть подписана врачом (с расшифровкой Ф. И.О.).
- оговаривать любые изменения, дополнения с указанием даты внесения изменений и подписью врача;
- не допускать записей, не имеющих отношения к оказанию медицинской помощи данному пациенту;
- записи в амбулаторной карте должны быть последовательными, логичными и продуманными;
- своевременно направлять больного на заседание врачебной комиссии и медико-социальную экспертизу;
- уделять особое внимание записям при оказании экстренной медицинской помощи и в сложных диагностических случаях;
- обосновывать назначенное лечение льготной категории пациентов;
- предусматривать для льготных категорий больных выписку рецептов в 3 экземплярах (один вклеивается в амбулаторную карту). Медицинская карта амбулаторного больного состоит из листков долговременной информации (вклеиваются в начало карты) и листков оперативной информации.

### Первичная медицинская карточка
Первичная медицинская карточка — это документ, оформляемый по результатам медицинской сортировки на первом этапе медицинской эвакуации. Она заводится на пострадавших, нуждающихся в дальнейшей эвакуации, а на лиц, не нуждающихся в эвакуации, и лиц, не нуждающихся в медицинской помощи уже на первом этапе медицинской эвакуации, она не заводится. Заполненная медицинская карточка приобретает юридическую значимость, поскольку подтверждает факт поражения пострадавшего и даёт ему право быть эвакуированным в тыл.